# Sagina normaniana
Sagina normaniana är en nejlikväxtart som beskrevs av Gustaf Lagerheim. Sagina normaniana ingår i släktet smalnarvar, och familjen nejlikväxter. Inga underarter finns listade i Catalogue of Life.